# Семёновка (Нефтегорский район)
Семёновка — село в Нефтегорском районе Самарской области. Административный центр одноименного сельского поселения.

## География
Расстояние до других населенных пунктов: Нефтегорск (4,8 км), Отрадный (39,8 км), Кинель (69,4 км), Бузулук (116,3 км), (До города Самары — 119,4 км).

## Улицы
ул. Заречная
ул. Молодёжная
ул. Новая
ул. Садовая
ул. Специалистов
ул. Центральная
ул. Школьная
ул. Шоссейная

## Население
| 2010 |
| ---- |
| 866  |